# Koziebrody
Koziebrody – wieś solecka w Polsce położona w województwie mazowieckim, w powiecie płońskim, w gminie Raciąż. W pobliżu miejscowości przebiega linia kolejowa nr 27 Nasielsk – Toruń z przystankiem Koziebrody.
| SIMC    | Nazwa               | Rodzaj    |
| ------- | ------------------- | --------- |
| 1057114 | Koziebrodzkie Budki | część wsi |

Miejscowość jest siedzibą rzymskokatolickiej parafii św. Jakuba Apostoła w dekanacie raciążskim, diecezji płockiej.
Do 1954 roku siedziba wiejskiej gminy Koziebrody. W latach 1954–1972 wieś należała i była siedzibą władz gromady Koziebrody. W latach 1975–1998 miejscowość administracyjnie należała do województwa ciechanowskiego.